# Buffalo Bill y los indios
Buffalo Bill and the Indians, or Sitting Bull's History Lesson es una película estadounidense de 1976, del género western, comedia. Escrita, producida y dirigida por Robert Altman. Protagonizada por Paul Newman, Joel Grey, Kevin McCarthy, Harvey Keitel, Geraldine Chaplin, Frank Kaquitts, Will Sampson, Pat McCormick, Shelley Duvall y Burt Lancaster entre otros. Basada en la obra teatral Indians de Arthur L. Kopit.
Ganadora del premio Oso de Oro 1976 del Festival Internacional de Cine de Berlín.

## Argumento
Buffalo Bill (Paul Newman) está pensando en montar su propio espectáculo del Oeste. El jefe amerindio Toro Sentado (Frank Kaquitts) ya le ha confirmado su participación. No obstante, Toro Sentado tiene sus planes secretos, que involucran al general Custer y al mismísimo presidente Grover Cleveland (Pat McCormick).
- Datos: Q1001943